# Armand Seghers
Pour les articles homonymes, voir Seghers.
Armand Mance Seghers, né le 21 juin 1926 à Zelzate en Belgique et mort le 15 mars 2005 dans la même commune, est un footballeur international belge qui joue au poste de gardien de but.
Armand Seghers joue pour l'ARA La Gantoise de 1946 à 1965. Les Buffalos jouent à l'époque, les premiers rôles dans le championnat belge : ainsi, le club termine deuxième en 1955, troisième en 1956 et 1957.
Gardien de but toujours coiffé d'une casquette, Seghers reçoit le « Buffalo du siècle » à l'occasion du centenaire de La Gantoise en 1998.
Seghers est onze fois sélectionné en Équipe de Belgique de football entre 1952 et 1960.

## Palmarès
- International belge de 1952 à 1960 (11 caps pour 20 sélections)
- Vainqueur de la Coupe de Belgique en 1964 avec l'ARA La Gantoise
- Vice-Champion de Belgique en 1955 avec l'ARA La Gantoise